# Хроника Холодной войны (1946 год)
Хронология Холодной войны
- 1943
- 1944
- 1945
- 1946
- 1947
- 1948
- 1949
- 1950
- 1951
- 1952
- 1953
- 1954
- 1955
- 1956
- 1957
- 1958
- 1959
- 1960
- 1961
- 1962
- 1963
- 1964
- 1965
- 1966
- 1967
- 1968
- 1969
- 1970
- 1971
- 1972
- 1973
- 1974
- 1975
- 1976
- 1977
- 1978
- 1979
- 1980
- 1981
- 1982
- 1983
- 1984
- 1985
- 1986
- 1987
- 1988
- 1989
- 1990
- 1991

- Январь: Между китайскими коммунистическими и националистическими силами возобновилась гражданская война в Китае.
- 7 января: Австрийская Республика воссоздана в границах 1937 года, но разделена на четыре оккупационные зоны: американскую, британскую, французскую и советскую.
- 11 января: Энвер Ходжа провозглашает Народную Республику Албанию, став её премьер-министром.
- 9 февраля: Иосиф Сталин произносит речь, в которой заявляет, что капитализм и империализм делают будущие войны неизбежными.
- 22 февраля: Проректор Национального военного колледжа США по международному сотрудничеству Джордж Кеннан пишет свою «Длинную телеграмму», описывая в ней свой взгляд на цели и намерения советского руководства на мировой арене.
- Март: Возобновление гражданской войны в Греции между коммунистами и монархическим правительством.
- 2 марта: Британские войска покидают зону оккупации на юге Ирана. Советские войска остаются в занятым ими северном секторе.
- 5 марта: Уинстон Черчилль предупреждает мир «о появлении железного занавеса в Европе». Целью возведения «Железного занавеса», названного Уинстоном Черчиллем, было создание пропасти между развивающимися странами Европы и странами, которые всё ещё находятся под советской диктатурой.
- 26 мая: Коммунистическая партия Чехословакии получает 31,2 % голосов на парламентских выборах 1946 года, став крупнейшей партией в Учредительном национальном собрании.
- 2 июня: После всеитальянского референдума провозглашается Итальянская Республика.
- 4 июля: Филиппины получают независимость от Соединённых Штатов и начинают борьбу с коммунистическими повстанцами Хук (восстание Хукбалахап).
- 6 сентября: В речи, известной как «Переформулирование политики в отношении Германии» в Штутгарте, Государственный секретарь США Джеймс Бирнс отвергает план Моргентау. Он заявляет о намерении США держать войска в Европе на неопределённый срок и выражает одобрение США территориальной аннексии 29 % довоенной Германии, но не оправдывает дальнейших претензий.
- 8 сентября: На референдуме Болгария голосует за создание Народной Республики, свергнув короля Симеона II. Западные страны отклоняют голосование как «фундаментально ошибочное».
- 24 сентября: Президенту США Гарри Трумэну представлен доклад Клиффорда—Элси, документ, в котором перечислены нарушения Советским Союзом соглашений с Соединёнными Штатами.
- 27 сентября: Посол СССР в США Николай Новиков пишет ответ на Длинную телеграмму Кеннана, известную как «Телеграмма Новикова», в которой он заявляет, что Соединённые Штаты «стремились к мировому господству».
- 15 декабря: Советский Союз выводит войска из Ирана. Азербайджанское Народное Правительство и Махабадская Республика распущены.
- 19 декабря: Французские войска десантируются в Индокитае, начинается Первая Индокитайская война. Им противостоят коммунисты Вьетминя, выступающие за национальную независимость.